# Robin Williams
Robin Williams   (Chicago, 21 de juliol de 1951 - Tiburon i Paradise Cay, 11 d'agost de 2014) va ser un comediant i actor estatunidenc. Tingué una carrera d'èxit tant en el vessant humorista com en el d'actor en pel·lícules.
Saltà a la fama amb el seu paper com a alienígena Mork en Mork & Mindy (1978–1982). La seva carrera com a actor inclou pel·lícules molt aclamades com ara The World According to Garp (1982), Good Morning, Vietnam (1987), El club dels poetes morts (1989), Despertar (1990), El rei pescador (1991), i Good Will Hunting (1997), així com ara èxits de taquilla com Popeye (1980), Hook (1991), Aladdin (1992), Mrs. Doubtfire (1993), Jumanji (1995), L'olla de grills (1996), Night at the Museum (2006), Happy Feet (2006), i World's Greatest Dad (2009). També aparegué en Don't Worry, Be Happy de Bobby McFerrin.
Nominat tres vegades a l'Oscar al millor actor, Williams rebé l'Oscar al millor actor secundari per la seva actuació a Good Will Hunting. També rebé dos premis Emmy, quatre premis Globus d'Or, dos premis del Sindicat d'Actors de Cinema i cinc premis Grammy.

## Biografia

### Primers anys
Robin McLaurin Williams va nàixer a Chicago, Illinois el 21 juliol de 1951.
Era fill únic d'una família molt benestant; el seu pare era un important executiu de la Ford. La seva mare, Laurie McLaurin (1922–2001), era una antiga model de Jackson (Mississipi), el besavi de la qual era senador i governador de Mississipi Anselm J. McLaurin. Williams tenia dos germanastres més grans: un mig germà patern, Robert (també conegut com a Todd), i un germanastre matern, McLaurin. Mentre la seva mare practicava la Ciència Cristiana, Williams es va criar amb la fe del seu pare a l'episcopal.
De jove no volia ser actor, es dedicava als estudis i a l'esport. Quan la seva família es va instal·lar a Califòrnia, va despertar el seu interès pel teatre. Va començar a estudiar Ciències Polítiques a la Claremont Meris College de Califòrnia, alhora que iniciava els estudis d'interpretació a la Marin College. D'allà va marxar per estudiar a la prestigiosa Juilliard School de Nova York.

### Carrera

#### Monòlegs

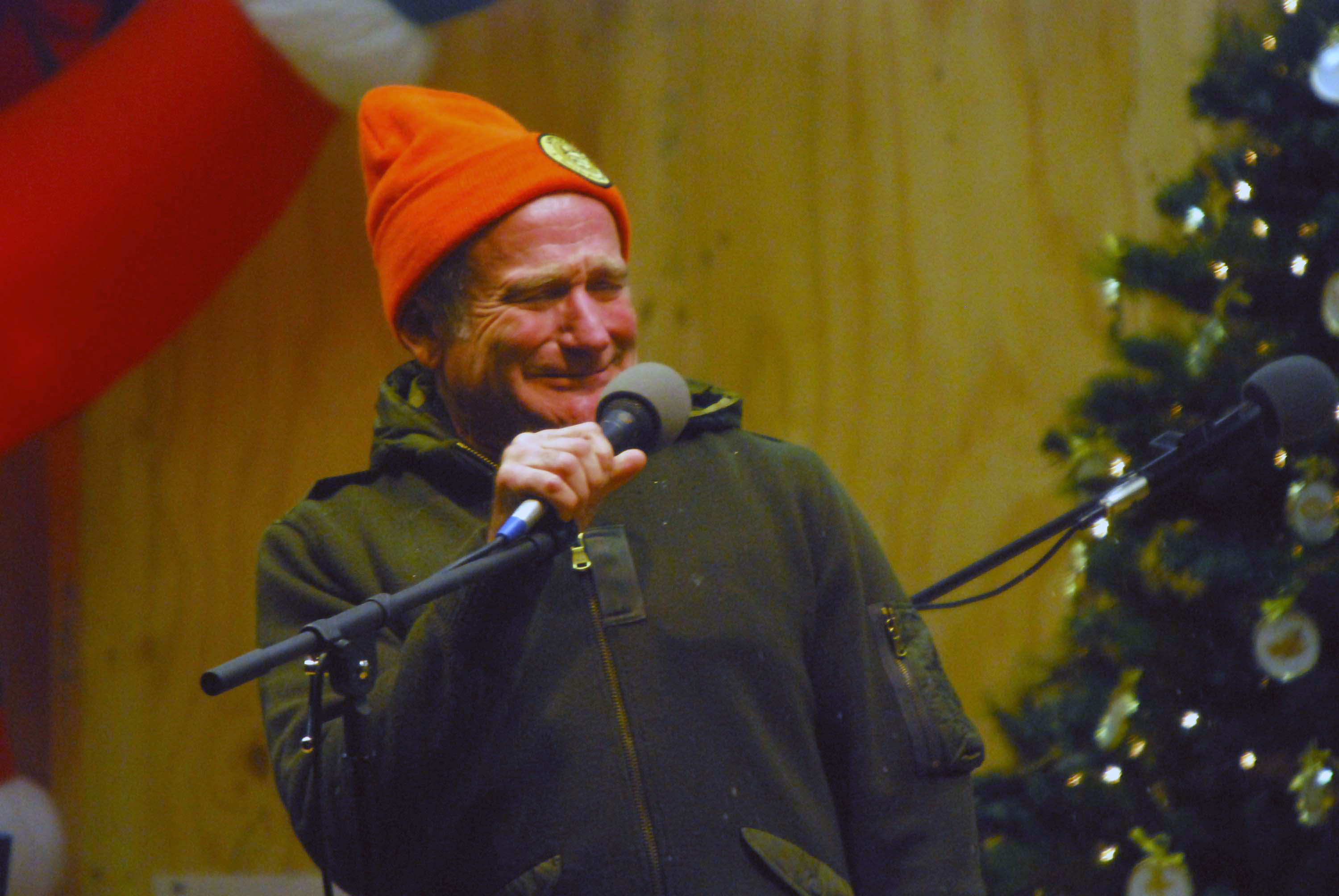
Williams a un show de les United Service Organizations (USO) el 20 de desembre de 2007

Williams va començar a fer monòlegs còmics a l'àrea de la badia de San Francisco el 1976. Va fer la seva primera actuació al Holy City Zoo, un club de comèdia a San Francisco. A la dècada de 1960, San Francisco era un centre per a un renaixement de la música rock, els hippies, les drogues i una revolució sexual, i a finals de la dècada de 1970, Williams va ajudar a liderar el seu "renaixement de la comèdia", segons escriu el crític Gerald Nachman.:6 Williams diu que va descobrir "les drogues i la felicitat" durant aquest període, i afegeix que va veure com "els millors cervells del meu temps es van convertir en fang".
Williams es va traslladar a Los Angeles i va continuar fent stand-up en clubs, inclòs The Comedy Store. Allà, el 1977, el va veure el productor de televisió George Schlatter, que li va demanar que aparegués en un revival del seu programa Laugh-In. El programa es va emetre a finals de 1977 i va ser la seva primera aparició a la televisió. Tot i que el renaixement de Laugh-In va fracassar, va portar a Williams a la seva carrera televisiva; va continuar fent stand-up a clubs de comèdia com el Roxy per ajudar a mantenir les seves habilitats d'improvisació agudes.
Amb el seu èxit a Mork & Mindy, Williams va començar a arribar a un públic més ampli amb la seva comèdia stand-up, a partir de finals de la dècada de 1970 i durant la dècada de 1980, incloent tres especials de comèdia d'HBO: Off The Wall (1978), An Evening with Robin Williams (1983) i A Night at the Met (1986). Williams va guanyar un Grammy al millor àlbum de comèdia per l'enregistrament del seu espectacle en directe de 1979 al Copacabana de la ciutat de Nova York, Reality... What a Concept.
Williams va dir que, en part a causa de l'estrès de fer monòlegs, va començar a consumir drogues i alcohol al començament de la seva carrera. Actuant de tant en tant quan tenia ressaca del dia anterior. Va dir que Durant el període que va estar consumint cocaïna el feia estar paranoic quan actuava a l'escenari.

#### Televisió
Després d'aparèixer en un intent de fer renaixer Laugh-In i d'aparèixer al repartiment de The Richard Pryor Show a NBC, Williams va ser elegit per Garry Marshall com a l'alienígena Mork en un episodi de 1978 de la sèrie de televisió Happy Days, "My Favorite Orkan".
Buscat com a substitut d'última hora d'un actor que marxava, Williams va impressionar el productor amb el seu peculiar sentit de l'humor quan es va asseure al cap quan li van demanar que agafés un seient per a l'audició. Com a Mork, Williams va improvisar gran part del seu diàleg i comèdia física, parlant amb una veu alta i nasal, i va aprofitar al màxim el guió. El repartiment i l'equip de tripulació, així com els executius de la cadena de televisió, van quedar profundament impressionats amb la seva actuació. En conseqüència, els executius es van moure ràpidament per contractar l'intèrpret només quatre dies després abans que els competidors poguessin fer les seves pròpies ofertes.
L'aparició de Mork va resultar tan popular entre els espectadors que va donar lloc a la sèrie de televisió derivada Mork & Mindy, que va protagonitzar amb Pam Dawber, i va funcionar de 1978 a 1982; l'espectacle va ser escrit per adaptar-se a les seves improvisacions extremes en diàleg i comportament. Encara que interpretava el mateix personatge que a Happy Days, la sèrie es va ambientar en l'actualitat a Boulder (Colorado), en comptes de la fi de la dècada de 1950 a Milwaukee. Mork & Mindy en el seu moment àlgid tenia una audiència setmanal de seixanta milions i es va acreditar que va convertir Williams en una "superestrella". Entre els joves, l'espectacle era molt popular perquè Williams es convertia en "un home i un nen, alegres, amb cara de goma, un brot interminable d'idees", segons el crític James Poniewozik.
Mork es va fer popular, apareixia en cartells, llibres per pintar, carmanyoles i altres mercaderies. Mork & Mindy va tenir tant èxit en la seva primera temporada que Williams va aparèixer el 12 de març de 1979 a la portada de la revista Time. Es diu que la foto de portada, presa per Michael Dressler l'any 1979, va "captar els seus diferents costats: l'home divertit que robava la càmera i un posat dolça i més reflexiu que apareix en un petit televisor que té a les mans" segons Mary Forgione del Los Angeles Times. Aquesta foto es va instal·lar al National Portrait Gallery al Smithsonian Institution poc després de la seva mort per permetre als visitants presentar els seus respectes. Williams també va aparèixer a la portada del número del 23 d'agost de 1979 de Rolling Stone, fotografiat per Richard Avedon.
A partir de finals de la dècada de 1970 i durant la dècada de 1980, Williams va començar a arribar a un públic més ampli amb els seus monòlegs, incloent tres especials de comèdia de HBO, Off the Wall (1978), An Evening with Robin Williams (1983) i A Night at the Met (1986). El 1986, Williams va ser copresentador dels Oscar. Williams també va ser un convidat habitual en diversos programes d'entrevistes, entre ells The Tonight Show Starring Johnny Carson i Late Night with David Letterman, on va aparèixer 50 vegades.
Williams va aparèixer amb el seu company Billy Crystal en un cameo sense guió al començament d'un episodi de la tercera temporada de Friends. Les seves nombroses aparicions televisives inclouen un episodi de Whose Line Is It Anyway?, i va protagonitzar un episodi de Law & Order: Special Victims Unit. El 2006, Williams va ser el convidat sorpresa als Premis Kids' Choice de Nickelodeon, i va aparèixer en un episodi d'Extreme Makeover: Home Edition que es va emetre el 30 de gener. El 2010, va aparèixer en un sketch amb Robert De Niro a Saturday Night Live, i el 2012, va actuar com a protagonista convidat com ell mateix en dues sèries d'FX, Louie i Wilfred. El maig de 2013, CBS va iniciar una nova sèrie, The Crazy Ones, protagonitzada per Williams, que es va cancel·lar després d'una temporada.

#### Cinema
El primer paper cinematogràfic acreditat a Robin Williams és una petita part de la comèdia de baix pressupost de 1977 Can I Do It... 'Til I Need Glasses?. La seva primera actuació protagonitzada, però, és com el personatge principal a Popeye (1980), en què Williams va mostrar les habilitats d'actuació demostrades anteriorment en el seu treball televisiu; en conseqüència, la decepció comercial de la pel·lícula no es va atribuir a la seva actuació. Va ser el protagonista a El món segons Garp (1982) , que Williams considerava que "pot haver mancat una certa bogeria a la pantalla, però tenia un gran cor". Va continuar amb altres papers més petits en pel·lícules de menys èxit, com ara The Survivors (1983) i Club Paradise (1986), tot i que va dir que aquests papers no van ajudar a avançar en la seva carrera cinematogràfica.
El seu primer gran èxit va ser amb el seu paper protagonista a Good Morning, Vietnam (1987) del director Barry Levinson, que va valdre a Williams una nominació a l'Oscar al millor actor. La pel·lícula està ambientada l'any 1965 durant la Guerra del Vietnam, amb Williams interpretant el paper d'Adrian Cronauer, un DJ de ràdio que manté la tropes entretingudes amb comèdia i sarcasme. A Williams se li va permetre interpretar el paper sense guió, improvisant la majoria de les seves línies. A través del micròfon, va crear impressions de veu de persones, com Walter Cronkite, Gomer Pyle, Elvis Presley, Mr. Ed i Richard Nixon. "Només deixem rodar les càmeres", va dir el productor Mark Johnson, i Williams "va aconseguir crear alguna cosa nova per a cada presa".

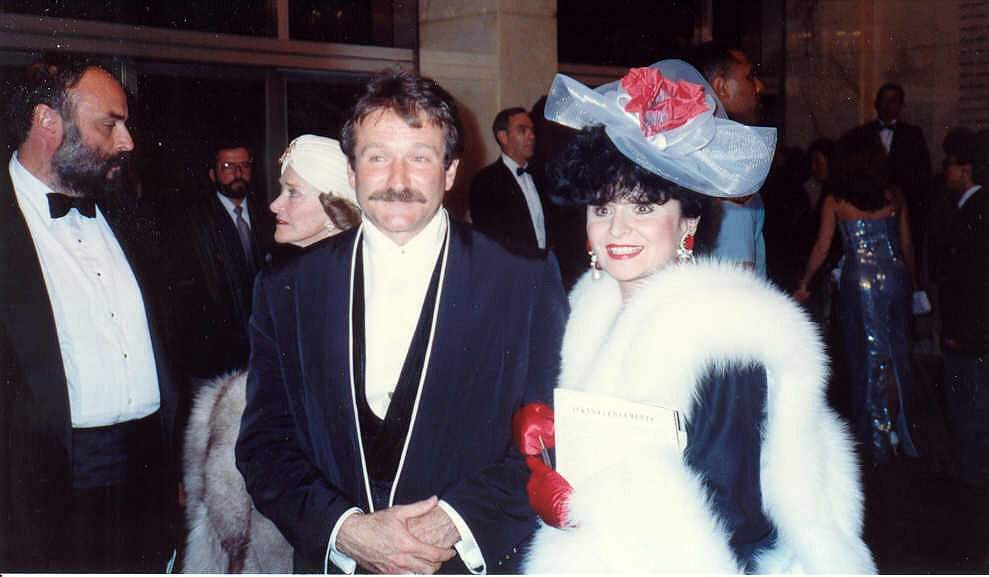
Williams i Yola Czaderska-Hayek a la Cerimònia dels Premis Oscars el 1990.

Molts dels seus papers posteriors van ser en comèdies tenyides de pathos, com ara Mrs. Doubtfire i Patch Adams. Mirant la major part de la seva filmografia, un escriptor va quedar "sorprès per l'amplitud" i la diversitat radical de la majoria dels papers que Williams va interpretar. El 1989, Williams va interpretar un professor d'anglès d'una escola privada a El club dels poetes morts, que incloïa una escena final i emotiva que alguns crítics van dir que "va inspirar una generació" i es va convertir en part de la cultura pop. De forma similar, la seva actuació com a terapeuta a Good Will Hunting (1997) va afectar profundament fins i tot a alguns terapeutes autèntics. A Despertar (1990), Williams interpreta un metge inspirat en Oliver Sacks, que va escriure el llibre en què es basa la pel·lícula. Sacks va dir més tard que la manera com funcionava la ment de l'actor era una "forma de geni". El 1991, va interpretar a un adult Peter Pan a la pel·lícula Hook, tot i que va dir que hauria de perdre 25 lliures (11,3 Kg) per al paper. Terry Gilliam, que va dirigir Williams en dues de les seves pel·lícules, El rei pescador (1991) i Les aventures del baró Munchausen (1988), va dir el 1992 que Williams tenia la capacitat de "passar de maníac a boig a tendre i vulnerable... [Williams tenia] la ment més única del planeta. No hi ha ningú com ell".
Altres actuacions dramàtiques de Williams inclouen Moscou-Nova York (1984), Més enllà dels somnis (1998) i L'home bicentenari (1999). A principis dels anys 2000, Williams va demostrar un nou rang de la seva versatilitat interpretant papers més foscos que els que havia tingut en les dècades anteriors. A Insomni (2002), Williams va retratar un assassí fugint d'un detectiu de policia insomne de Los Angeles (interpretat per Al Pacino) a la zona rural d'Alaska. També l'any 2002, al thriller psicològic One Hour Photo, Williams va retratar un tècnic de desenvolupament fotogràfic emocionalment pertorbat que s'obsessiona amb una família per a la qual ha desenvolupat imatges durant molt de temps. Al thriller psicològic de ciència-ficció de 2004 La memòria dels morts, Williams va interpretar un professional especialitzat a editar els records de persones desagradables en memorials acrítics que es representen als funerals. L'home més enfadat de Brooklyn va ser la última pel·lícula de Williams que es va estrenar mentre era viu. A la pel·lícula, Williams va interpretar Henry Altmann, un home enfadat i amargat que intenta canviar la seva vida després que li diguin que té una malaltia terminal. Quatre pel·lícules de Williams es van estrenar després de la seva mort el desembre de 2014: Night at the Museum: Secret of the Tomb, A Merry Friggin' Christmas, Boulevard i Absolutely Anything.

#### Teatre

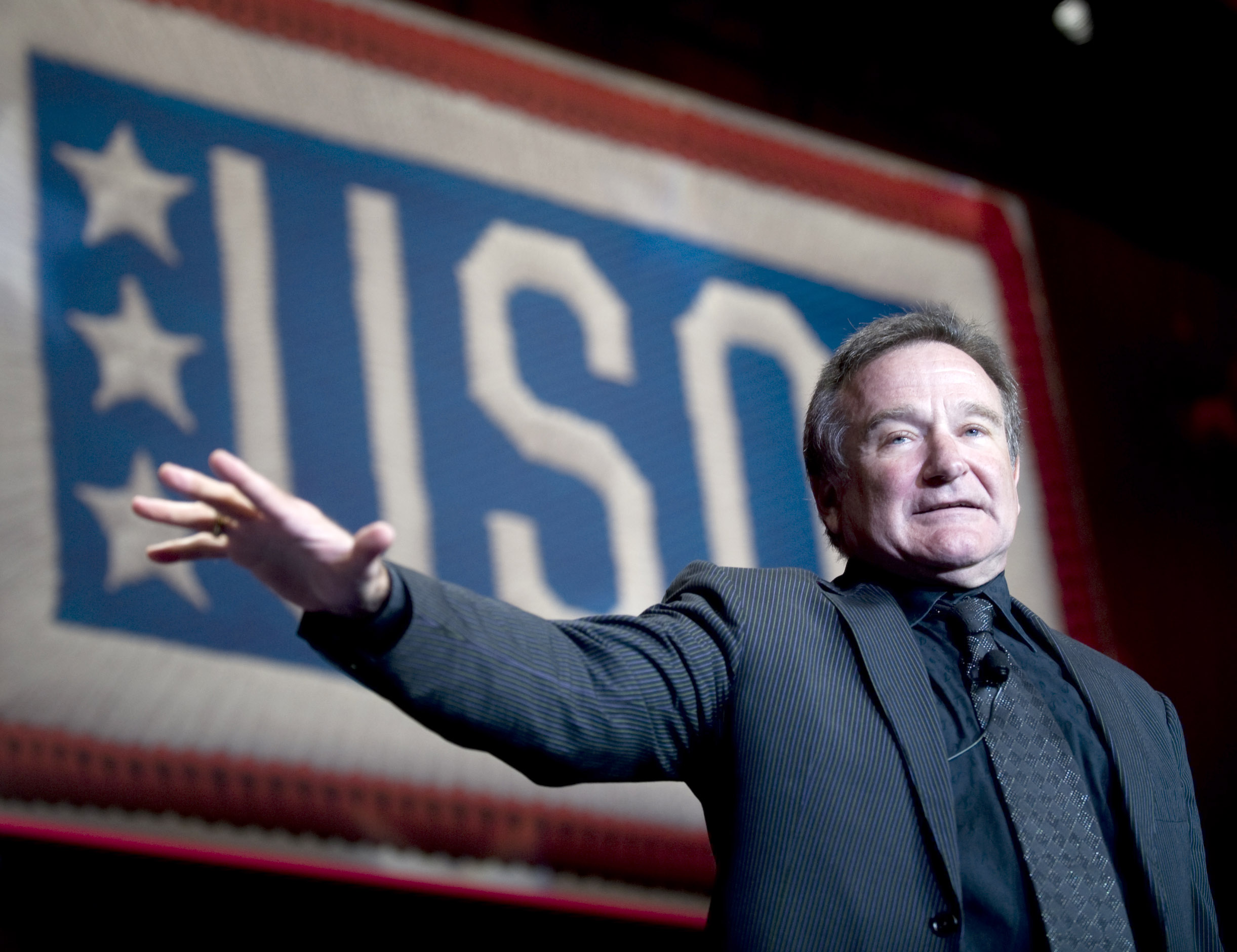
Williams a la Gala USO World a Washington, D.C., l'1 d'octubre de 2008

Williams va aparèixer al costat de Steve Martin al Lincoln Center en una producció d'Off-Broadway de Waiting for Godot el 1988. Va encapçalar el seu propi espectacle en solitari, Robin Williams: Live on Broadway, que va arribar al teatre de Broadway el juliol de 2002.
Va fer el seu debut com a actor a Broadway a Bengal Tiger at the Bagdad Zoo de Rajiv Joseph, que es va estrenar al Teatre Richard Rodgers el 31 de març de 2011.

### Vida personal
Williams es va casar tres vegades. La primera el 1978 amb la ballarina italiana Valeria Velardi. D'aquest matrimoni va néixer el seu fill Zachary el 1983. Es van divorciar als deu anys de casats. Es va casar el 1989 amb Marsha Garces (la mainadera del seu fill gran) i va tenir-hi dos fills més, Cody i Zelda. El març de 2008, Garces va sol·licitar el divorci de Williams, citant diferències irreconciliables. El seu divorci es va concretar el 2010.
Es va desintoxicar de les drogues i l'alcohol uns quants cops. El 23 d'octubre de 2011 es va casar amb Susan Schneider.

### Mort
L'11 d'agost de 2014, Williams fou trobat sense vida en la seva residència del Paradise Cay, Califòrnia. Segons l'oficina del metge forense del comtat, la causa probable de la mort fou el suïcidi.
El 12 d'agost es va confirmar que l'actor havia estat trobat al seu domicili, mig suspès a l'aire amb un cinturó i una tovallola que havia enganxat a la part superior d'un armari de casa seva.
El 14 d'agost del 2014, la seva dona Susan Schneider va donar a conèixer que l'actor patia demència amb cossos de Lewy, de la qual Williams encara no estava preparat per parlar públicament. La missa va ser a San Anselmo on van ser els seus 3 fills Zack de 31 anys, Zelda de 25 anys i Cody de 22 anys, on li van rendir homenatge al seu pare, També la seva dona actual Susan i les seves 2 exdones, més molts familiars. També van assistir a la missa amics seus com Billy Crystal, Whoopi Goldberg, Jeff Bridges, Danny DeVito, Bonnie Hunt, Steve Martin, Ben Stiller, Bobcat Goldthwait, Seth Green, Sarah Michelle Gellar, Minnie Driver, Joel McHale, Pam Dawber, Eddie Izzard, Eric Idle, Josh Groban, George Lucas, Rhea Perlman i Christine Taylor.
Després de la seva mort, el seu cos va ser incinerat i les seves cendres van ser escampades a l'oceà Pacífic, a la Badia de San Francisco.

## Filmografía Important
- Popeye (1980)
- El món segons Garp (1982)
- Moscou-Nova York (1984)
- Good morning, Vietnam  (1987)
- Les aventures del baró Munchausen  (1988)
- El club dels poetes morts (1989)
- L'home del Cadillac (1990)
- Despertar  (1990)
- El rei pescador (1991)
- Hook (1991)
- Toys (1992)
- Aladdin (1992)
- Mrs. Doubtfire (1993)
- Jumanji (1995)
- Nou mesos (1995)
- L'olla de grills (1996)
- Jack (1996)
- Good Will Hunting (1997)
- Flubber (1997)
- Desmuntant Harry (1997)
- Patch Adams (1998)
- Més enllà dels somnis (1998)
- L'home bicentenari (1999)
- A.I. Artificial Intelligence (2001)
- Insomni  (2002)
- One Hour Photo  (2002)
- La memòria dels morts  (2004)
- Robots (2005)
- RV (2006)
- Night at the Museum (2006)
- Happy feet: Trencant el gel (2006)
- Llicència per casar (2007)
- World's Greatest Dad (2009)
- Night at the Museum: Battle of the Smithsonian (2009)
- Old Dogs (2009)
- Happy feet 2 (2011)
- El majordom (2013)
- La gran boda (2013)
- Night at the Museum: Secret of the Tomb (2014)

## Filmografia
| Any  | Títol                                                         | Paper                             | Notes                                                                              | Referències   |
| ---- | ------------------------------------------------------------- | --------------------------------- | ---------------------------------------------------------------------------------- | ------------- |
| 1977 | Can I Do It 'Till I Need Glasses?                             | Advocat / Home amb mal de dents   | Pel·lícula de debut                                                                | [ 68 ] [ 69 ] |
| 1980 | Popeye                                                        | Popeye                            |                                                                                    | [ 70 ]        |
| 1982 | El món segons Garp (The World According to Garp)              | T.S. Garp                         |                                                                                    | [ 71 ]        |
| 1983 | The Survivors                                                 | Donald Quinelle                   |                                                                                    | [ 72 ]        |
| 1984 | Moscou-Nova York (Moscow on the Hudson)                       | Vladimir Ivanov                   |                                                                                    | [ 73 ]        |
| 1986 | Seize the Day                                                 | Tommy Wilhelm                     |                                                                                    | [ 74 ]        |
| 1986 | Club Paradise                                                 | Jack Moniker                      |                                                                                    | [ 75 ]        |
| 1986 | The Best of Times                                             | Jack Dundee                       |                                                                                    | [ 76 ]        |
| 1987 | Good Morning, Vietnam                                         | Adrian Cronauer                   | Nominat: Oscar al millor actor                                                     | [ 77 ]        |
| 1988 | Les aventures del Baró Munchausen                             | Rei de la lluna                   | Acreditat com a "Ray D. Tutto"                                                     | [ 78 ]        |
| 1988 | Portrait of a White Marriage                                  | Venedor d'aire condicionat        | Cameo sense acreditar                                                              | [ 79 ]        |
| 1988 | Rabbit Ears: Pecos Bill                                       | Narrador                          | Curtmetratge d'animació. Veu                                                       | [ 80 ]        |
| 1989 | El club dels poetes morts (Dead Poets Society)                | John Keating                      | Nominat: Oscar al millor actor                                                     | [ 81 ]        |
| 1989 | I'm from Hollywood                                            | Ell mateix                        |                                                                                    | [ 82 ]        |
| 1990 | L'home del Cadillac (Cadillac Man)                            | Joey O'Brien                      |                                                                                    | [ 83 ]        |
| 1990 | Despertar                                                     | Dr. Malcolm Sayer                 |                                                                                    | [ 84 ]        |
| 1990 | Back to Neverland                                             | Ell mateix                        | Curtmetratge                                                                       | [ 85 ]        |
| 1991 | Morir encara                                                  | Doctor Cozy Carlisle              |                                                                                    | [ 86 ]        |
| 1991 | El rei pescador                                               | Parry                             | Nominat: Oscar al millor actor                                                     | [ 87 ]        |
| 1991 | Hook                                                          | Peter Banning/Peter Pan           |                                                                                    | [ 88 ]        |
| 1991 | Rabbit Ears: The Fool and the Flying Ship                     | Narrador                          | Veu                                                                                | [ 89 ]        |
| 1992 | Toys                                                          | Leslie Zevo                       |                                                                                    | [ 90 ]        |
| 1992 | Aladdin                                                       | Geni                              | Veu                                                                                | [ 91 ]        |
| 1992 | The Timekeeper/From Time to Time                              | Veu (Cronometrador)               | Pel·lícula de l'atracció The Timekeeper de Disney                                  | [ 92 ]        |
| 1992 | FernGully: The Last Rainforest                                | Batty Koda                        | Veu. Primer paper doblant un personatge d'animació                                 | [ 93 ]        |
| 1992 | Shakes the Clown                                              | Mim Jerry, instructor de classe   | Cameo Acreditat com a "Marty Fromage"                                              | [ 94 ]        |
| 1993 | Mrs. Doubtfire                                                | Daniel Hillard                    | També productor                                                                    | [ 95 ] [ 96 ] |
| 1993 | Un home perdut en el temps                                    | Héctor                            |                                                                                    | [ 97 ]        |
| 1995 | Jumanji                                                       | Alan Parrish                      |                                                                                    | [ 98 ]        |
| 1995 | To Wong Foo, Thanks for Everything! Julie Newmar              | John Jacob Jingleheimer Schmidt   | Cameo sense acreditar                                                              | [ 99 ]        |
| 1995 | Nine Months                                                   | Dr. Kosevich                      |                                                                                    | [ 100 ]       |
| 1996 | Aladdin and the King of Thieves                               | Geni                              | Veu. Directe a vídeo                                                               | [ 101 ]       |
| 1996 | Hamlet                                                        | Osric                             |                                                                                    | [ 102 ]       |
| 1996 | L'agent secret                                                | Professor                         | Sense acreditar                                                                    | [ 103 ]       |
| 1996 | Jack                                                          | Jack Powell                       |                                                                                    | [ 104 ]       |
| 1996 | L'olla de grills (The Birdcage)                               | Armand Goldman                    |                                                                                    | [ 105 ]       |
| 1997 | Good Will Hunting                                             | Sean Maguire                      | Oscar al millor actor secundari                                                    | [ 106 ]       |
| 1997 | Flubber                                                       | Professor Philip Brainard         |                                                                                    | [ 107 ]       |
| 1997 | Desmuntant Harry (Deconstructing Harry)                       | Mel/Personatge de Harry           |                                                                                    | [ 108 ]       |
| 1997 | Un bon embolic (Fathers' Day)                                 | Dale Putley                       |                                                                                    | [ 109 ]       |
| 1998 | Patch Adams                                                   | Patch Adams                       |                                                                                    | [ 110 ]       |
| 1998 | Junket Whore                                                  | Ell mateix                        | Documental                                                                         | [ 111 ]       |
| 1998 | Més enllà dels somnis (What Dreams May Come)                  | Chris Nielsen                     |                                                                                    | [ 112 ]       |
| 1999 | L'home bicentenari                                            | Andrew Martin                     |                                                                                    | [ 113 ]       |
| 1999 | Jakob                                                         | Jakob Heym/Narrador               | També productor executiu                                                           | [ 114 ]       |
| 1999 | Get Bruce                                                     | Ell mateix                        | Documental                                                                         | [ 115 ]       |
| 2000 | Model Behavior                                                | Bomber                            |                                                                                    | [ 111 ]       |
| 2001 | Intel·ligència artificial                                     | Dr. Know                          | Veu. Cameo                                                                         | [ 116 ]       |
| 2002 | The Rutles 2: Can't Buy Me Lunch                              | Hans Hänkie                       |                                                                                    | [ 111 ]       |
| 2002 | Insomnia                                                      | Walter Finch                      |                                                                                    | [ 117 ]       |
| 2002 | Smoochy (Death to Smoochy)                                    | 'Rainbow' Randolph Smiley         |                                                                                    | [ 118 ]       |
| 2002 | One Hour Photo                                                | Seymour 'Sy' Parrish              |                                                                                    | [ 119 ]       |
| 2004 | Noel                                                          | Charlie Boyd/El Capellà           | Sense acreditar                                                                    | [ 120 ]       |
| 2004 | House of D                                                    | Pappass                           |                                                                                    | [ 121 ]       |
| 2004 | La memòria dels morts (The Final Cut)                         | Alan W. Hakman                    |                                                                                    | [ 122 ]       |
| 2005 | Un cop de sort (The Big White)                                | Paul Barnell                      |                                                                                    | [ 123 ]       |
| 2005 | Robots                                                        | Fender                            | Veu                                                                                | [ 124 ]       |
| 2005 | The Aristocrats                                               | Ell mateix                        | Documental                                                                         | [ 125 ]       |
| 2006 | L'home de l'any                                               | Tom Dobbs                         |                                                                                    | [ 126 ]       |
| 2006 | Night at the Museum                                           | Theodore Roosevelt                |                                                                                    | [ 127 ]       |
| 2006 | Happy Feet                                                    | Ramon-Lovelace                    | Veu                                                                                | [ 128 ]       |
| 2006 | Everyone's Hero                                               | Napoleon Cross                    | Veu. Sense acreditar                                                               | [ 129 ]       |
| 2006 | RV                                                            | Bob Munro                         |                                                                                    | [ 130 ]       |
| 2006 | The Night Listener                                            | Gabriel Noone                     |                                                                                    | [ 131 ]       |
| 2007 | Llicència per casar (License to Wed)                          | Reverend Frank                    |                                                                                    | [ 132 ]       |
| 2007 | August Rush                                                   | Maxwell "Wizard" Wallace          |                                                                                    | [ 133 ]       |
| 2009 | Shrink                                                        | Holden                            |                                                                                    | [ 134 ]       |
| 2009 | World's Greatest Dad                                          | Lance Clayton                     |                                                                                    | [ 135 ]       |
| 2009 | Night at the Museum: Battle of the Smithsonian                | Theodore Roosevelt                | També veu                                                                          | [ 136 ]       |
| 2009 | Old Dogs                                                      | Dad Rayburn                       |                                                                                    | [ 137 ]       |
| 2011 | Happy Feet 2                                                  | Ramon-Lovelace                    | Veu                                                                                | [ 138 ]       |
| 2013 | The Face of Love                                              | Roger                             |                                                                                    | [ 139 ]       |
| 2013 | El majordom (The Butler)                                      | Dwight D. Eisenhower              |                                                                                    | [ 140 ]       |
| 2013 | La gran boda (The Big Wedding)                                | Pare Moinighan                    |                                                                                    | [ 141 ]       |
| 2014 | L'home més enfadat de Brooklyn (The Angriest Man in Brooklyn) | Henry Altmann                     |                                                                                    | [ 142 ]       |
| 2014 | Bulevard                                                      | Nolan Mack                        |                                                                                    | [ 143 ]       |
| 2014 | Merry Friggin' Christmas                                      | Mitch                             | Estrenada pòstumament                                                              | [ 144 ]       |
| 2014 | Night at the Museum: Secret of the Tomb                       | Theodore Roosevelt, veu de Garuda | Estrenada pòstumament                                                              | [ 145 ]       |
| 2015 | Absolutely Anything                                           | Dennis the dog                    | Estrenada pòstumament. Veu                                                         | [ 146 ]       |
| 2023 | Once Upon a Studio                                            | Geni                              | Paper de veu Publicat pòstumament a partir d'enregistraments d'arxiu no utilitzats | [ 147 ]       |

## Llegat

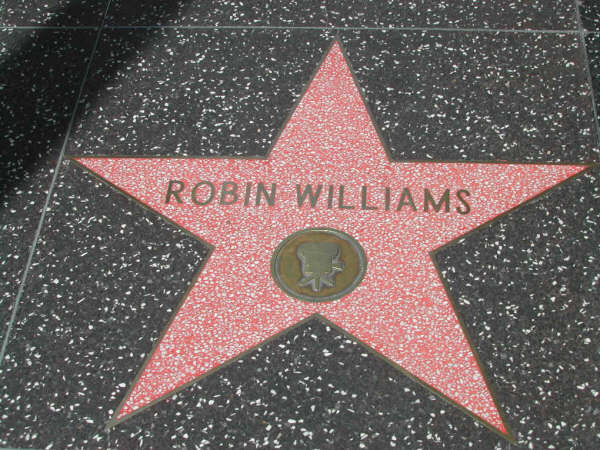
Estrella al Passeig de la Fama de Hollywood.

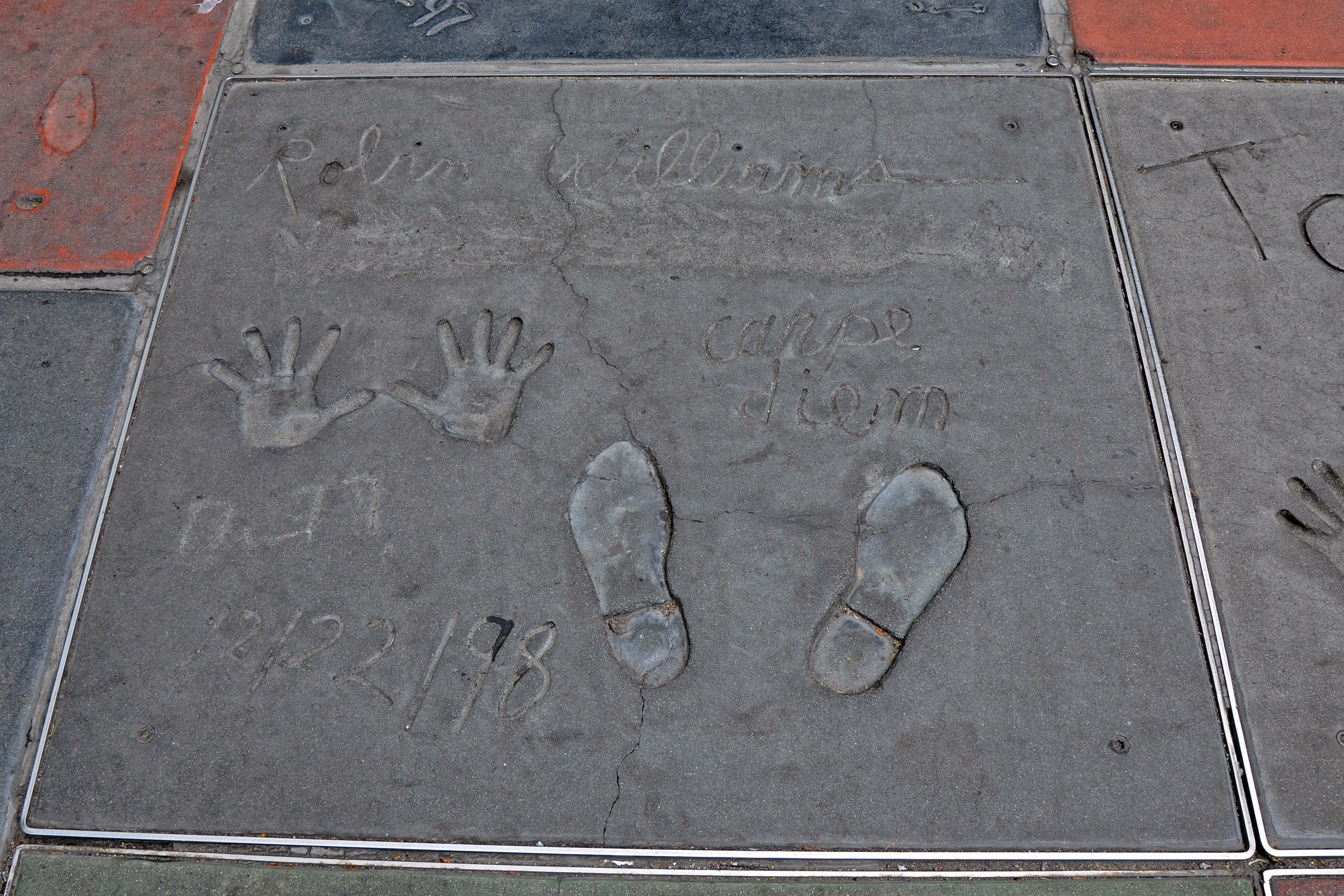
Petjades de Williams a Grauman's Chinese Theatre.

Tot i que Williams va ser reconegut primer com a còmic i estrella de televisió, més tard es va fer conegut per actuar en papers cinematogràfics de substància i drama seriós. Va ser considerat un "tresor nacional" per molts de la indústria de l'entreteniment i pel públic.
La seva energia a l'escenari i la seva habilitat d'improvisació es van convertir en un model per a una nova generació d'humoristes. Molts còmics van valorar la manera com va treballar temes molt personals a les seves rutines de comèdia, especialment la seva honestedat sobre l'addicció a les drogues i l'alcohol, juntament amb la depressió. Segons l'estudiós de mitjans Derek A. Burrill, a causa de l'obertura amb què Williams va parlar de la seva pròpia vida, "probablement la contribució més important que va fer a la cultura pop, a través de tants mitjans diferents, va ser com Robin Williams la persona."
Williams va crear un personatge de comèdia de forma lliure tan àmplia i identificada com única que nous còmics com Jim Carrey el van imitar, pavimentant el camí per a la creixent escena de la comèdia que es va desenvolupar a San Francisco. Els còmics joves es van sentir més alliberats a l'escenari en veure la seva gamma espontàniament diversa: "un moment actuant com un nen brillant i entremaliat, després com un filòsof savi o un alienígena de l'espai exterior". Segons Judd Apatow, l'estil d'improvisació ràpid de l'eclèctic intèrpret va ser una inspiració i també una influència per a altres còmics, però el seu talent era tan extremadament inusual que ningú més podia intentar copiar-lo.
Les seves actuacions cinematogràfiques sovint van influir en altres actors, tant dins com fora de la indústria cinematogràfica. El director Chris Columbus, que va dirigir Williams a Mrs. Doubtfire, va dir que veure'l treballar "va ser un privilegi màgic i especial. Les seves actuacions no s'assemblaven a res que haguéssim vist mai, venien d'algun lloc espiritual i d'un altre món".
Mirant la major part de la seva filmografia, Alyssa Rosenberg a The Washington Post va quedar "sorprèsa per l'amplitud" i la diversitat radical de la majoria dels seus papers, i va escriure que "Williams ens va ajudar a créixer".

## Reconeixements
Va guanyar un Oscar al millor actor secundari, sis Globus d'Or, dos Premi del Sindicat d'Actors i cinc Premis Grammy. També va ser nominat als Oscars en tres ocasions, sis vegades als Globus d'Or, una al Premi del Sindicat d'Actors i una al Grammy al millor nou artista.

### Oscar
| Any  | Categoria              | Treball nominat           | Resultat  | Ref.    |
| ---- | ---------------------- | ------------------------- | --------- | ------- |
| 1988 | Millor actor           | Good Morning, Vietnam     | Nominat   | [ 158 ] |
| 1990 | Millor actor           | El club dels poetes morts | Nominat   | [ 159 ] |
| 1992 | Millor actor           | El rei pescador           | Nominat   | [ 160 ] |
| 1998 | Millor actor secundari | Good Will Hunting         | Guanyador | [ 161 ] |

### Premis de la British Academy of Film
| Any  | Categoria    | Treball nominat           | Resultat | Ref.    |
| ---- | ------------ | ------------------------- | -------- | ------- |
| 1989 | Millor actor | Good Morning, Vietnam     | Nominat  | [ 162 ] |
| 1990 | Millor actor | El club dels poetes morts | Nominat  | [ 163 ] |

### Premis Emmy
| Any                   | Categoria                                                       | Treball nominat                             | Resultat              | Ref.                  |
| Premis Emmy Primetime | Premis Emmy Primetime                                           | Premis Emmy Primetime                       | Premis Emmy Primetime | Premis Emmy Primetime |
| --------------------- | --------------------------------------------------------------- | ------------------------------------------- | --------------------- | --------------------- |
| 1979                  | Millor actor en sèrie còmica                                    | Mork & Mindy                                | Nominat               | [ 164 ]               |
| 1987                  | Millor actuació individual en un programa de varietat o musical | Carol, Carl, Whoopi and Robin               | Guanyador             | [ 164 ]               |
| 1988                  | Millor actuació individual en un programa de varietat o musical | ABC Presents A Royal Gala                   | Guanyador             | [ 164 ]               |
| 1994                  | Millor actor convidat en una sèrie dramàtica                    | Homicide: Life on the Streets               | Nominat               | [ 164 ]               |
| 1996                  | Millor actuació individual en un programa de varietat o musical | Comic Relief VII                            | Nominat               | [ 164 ]               |
| 2003                  | Millor actuació individual en un programa de varietat o musical | Robin Williams: Live on Broadway            | Nominat               | [ 164 ]               |
| 2003                  | Millor escriptura per un especial de varietats                  | Robin Williams: Live on Broadway            | Nominat               | [ 164 ]               |
| 2008                  | Millor actor convidat en una sèrie dramàtica                    | Law & Order: Special Victims Unit           | Nominat               | [ 164 ]               |
| 2010                  | Millor actuació en un especial de varietats, musical o còmic    | Robin Williams: Weapons Of Self Destruction | Nominat               | [ 164 ]               |

### Premis Globus d'Or
| Any  | Categoria                                                  | Treball nominat           | Resultat  | Ref.    |
| ---- | ---------------------------------------------------------- | ------------------------- | --------- | ------- |
| 1979 | Millor actor en una sèrie de televisió – Musical o comèdia | Mork & Mindy              | Guanyador | [ 165 ] |
| 1980 | Millor actor en una sèrie de televisió – Musical o comèdia | Mork & Mindy              | Nominat   | [ 165 ] |
| 1985 | Millor actor en una pel·lícula – Musical o comèdia         | Moscow on the Hudson      | Nominat   | [ 165 ] |
| 1988 | Millor actor en una pel·lícula – Musical o comèdia         | Good Morning, Vietnam     | Guanyador | [ 165 ] |
| 1990 | Millor actor en una pel·lícula – Drama                     | El club dels poetes morts | Nominat   | [ 165 ] |
| 1991 | Millor actor en una pel·lícula – Drama                     | Awakenings                | Nominat   | [ 165 ] |
| 1992 | Millor actor en una pel·lícula – Musical o comèdia         | El rei pescador           | Guanyador | [ 165 ] |
| 1993 | Premi especial per treball vocal en una pel·lícula         | Aladdin                   | Honored   | [ 165 ] |
| 1994 | Millor actor en una pel·lícula – Musical o comèdia         | Mrs. Doubtfire            | Guanyador | [ 165 ] |
| 1998 | Millor actor secundari – Pel·lícula                        | Good Will Hunting         | Nominat   | [ 165 ] |
| 1999 | Millor actor en una pel·lícula – Musical o comèdia         | Patch Adams               | Nominat   | [ 165 ] |
| 2005 | Premi Cecil B. DeMille                                     | N/D                       | Honrat    | [ 165 ] |

### Premis Grammy
Quan Williams va guanyar el premi Grammy al millor àlbum de comèdia parlada el 2003, va ser una categoria separada del millor àlbum parlat. Aquest últim estava destinat a audiollibres i enregistraments similars no còmics.
| Any  | Categoria                       | Treball nominat             | Resultat  | Ref.    |
| ---- | ------------------------------- | --------------------------- | --------- | ------- |
| 1980 | Millor nou artista              | N/D                         | Nominat   | [ 166 ] |
| 1980 | Millor àlbum de comèdia         | Reality...What a Concept    | Guanyador | [ 166 ] |
| 1984 | Millor àlbum de comèdia         | Throbbing Python of Love    | Nominat   | [ 166 ] |
| 1988 | Millor àlbum de comèdia         | A Night at the Met          | Guanyador | [ 166 ] |
| 1989 | Millor àlbum de comèdia         | Good Morning, Vietnam       | Guanyador | [ 166 ] |
| 1989 | Millor àlbum de música infantil | Pecos Bill                  | Guanyador | [ 166 ] |
| 1997 | Millor àlbum infantil parlat    | Jumanji (audiollibre)       | Nominat   | [ 166 ] |
| 2003 | Millor àlbum parlat de comèdia  | Robin Williams Live - 2002  | Guanyador | [ 166 ] |
| 2011 | Millor àlbum de comèdia         | Weapons of Self Destruction | Nominat   | [ 166 ] |

### Premi del Sindicat d'Actors de Cinema
| Any  | Categoria                                     | Treball nominat   | Resultat  | Ref.    |
| ---- | --------------------------------------------- | ----------------- | --------- | ------- |
| 1997 | Millor repartiment de pel·lícula              | The Birdcage      | Guanyador | [ 167 ] |
| 1998 | Millor actor de repartiment en una pel·lícula | Good Will Hunting | Guanyador | [ 168 ] |
| 1998 | Millor repartiment de pel·lícula              | Good Will Hunting | Nominat   | [ 168 ] |
| 2014 | Millor repartiment de pel·lícula              | The Butler        | Nominat   | [ 169 ] |

### Induccions
| Any  | Categoria                       | Treball nominat              | Resultat | Ref.            |
| ---- | ------------------------------- | ---------------------------- | -------- | --------------- |
| 1995 | American Academy of Achievement | Premi Placa d'Or de les Arts | Honrat   | [ 170 ] [ 171 ] |
| 2009 | Disney Legends                  | Cinema i animació: veu       | Honrat   | [ 172 ]         |